# Jaime Alas
Jaime Enrique Alas Morales (ur. 30 lipca 1989 w San Salvador) – salwadorski piłkarz z obywatelstwem gwatemalskim występujący na pozycji lewego pomocnika, reprezentant Salwadoru, od 2023 roku zawodnik gwatemalskiej Antigui GFC.

## Kariera klubowa
Pierwszy profesjonalny kontrakt Alas podpisał w wieku 17 lat ze stołecznym klubem San Salvador FC, w której występowali już jego bracia – starszy Dennis i bliźniak Juan Carlos. Niedługo potem wyjechał do Argentyny, gdzie został zawodnikiem akademii juniorskiej zespołu Club Atlético River Plate. Spędził w niej cztery lata, jednak nie zdołał się przebić do pierwszej drużyny i zadebiutować do argentyńskiej Primera División. Latem 2010 powrócił do ojczyzny, zostając zawodnikiem CD Luis Ángel Firpo. W 2012 roku został piłkarzem Rosenborga. Następnie grał w Ballenas Galeana i CD FAS. W 2015 przeszedł do CSD Municipal.

## Kariera reprezentacyjna
W 2011 roku Alas został powołany do reprezentacji Salwadoru U-23 na eliminacje do Igrzysk Olimpijskich w Londynie. Był wówczas podstawowym graczem kadry narodowej, rozegrał sześć spotkań i w zremisowanej 3:3 konfrontacji grupowej z USA wpisał się na listę strzelców. Jego drużyna odpadła w półfinale, nie kwalifikując się na igrzyska.
W seniorskiej reprezentacji Salwadoru Alas zadebiutował 8 października 2010 w przegranym 0:1 meczu towarzyskim z Panamą. Premierowego gola w kadrze narodowej strzelił 14 stycznia 2011 w wygranej 2:0 konfrontacji z Nikaraguą w ramach rozgrywek Copa Centroamericana, gdzie jego drużyna zajęła czwarte miejsce. W tym samym roku znalazł się w składzie na Złoty Puchar CONCACAF, podczas którego wystąpił w trzech spotkaniach, natomiast Salwadorczycy odpadli w ćwierćfinale.